# Лодзь-Жабенець
Лодзь-Жабенець (пол. Łódź Żabieniec) – четверта за пасажирообігом залізнична станція в Лодзі, в районі Балути, поруч із мікрорайоном Теофілів, на північ від станції Лодзь-Каліска.

## Історія
Спочатку, у 1910 році, місце розташування станції слугувало сторожовим постом, що захищав однорівневий переїзд між Варшавсько-Калішською залізницею та трамвайною лінією між Лодзю та Александрувом.
Перша будівля на станції була зведена в 1951 році. Через п'ять років було побудовано віадук для вулиці Александровської та трамвайні колії на південь від станції.
У 1972 році пасажирську частину станції, що складалася з двох односторонніх платформ та підземного переходу між ними та сусідніми вулицями, було відкрито на південь від віадуку, залишивши вже існуючу частину станції для вантажних перевезень.

## Пасажиропотік
| Рік  | Щоденний пасажиропотік |
| ---- | ---------------------- |
| 2017 | 1 500-2 000            |
| 2022 | 2 000-3 000            |